# Palais Starhemberg

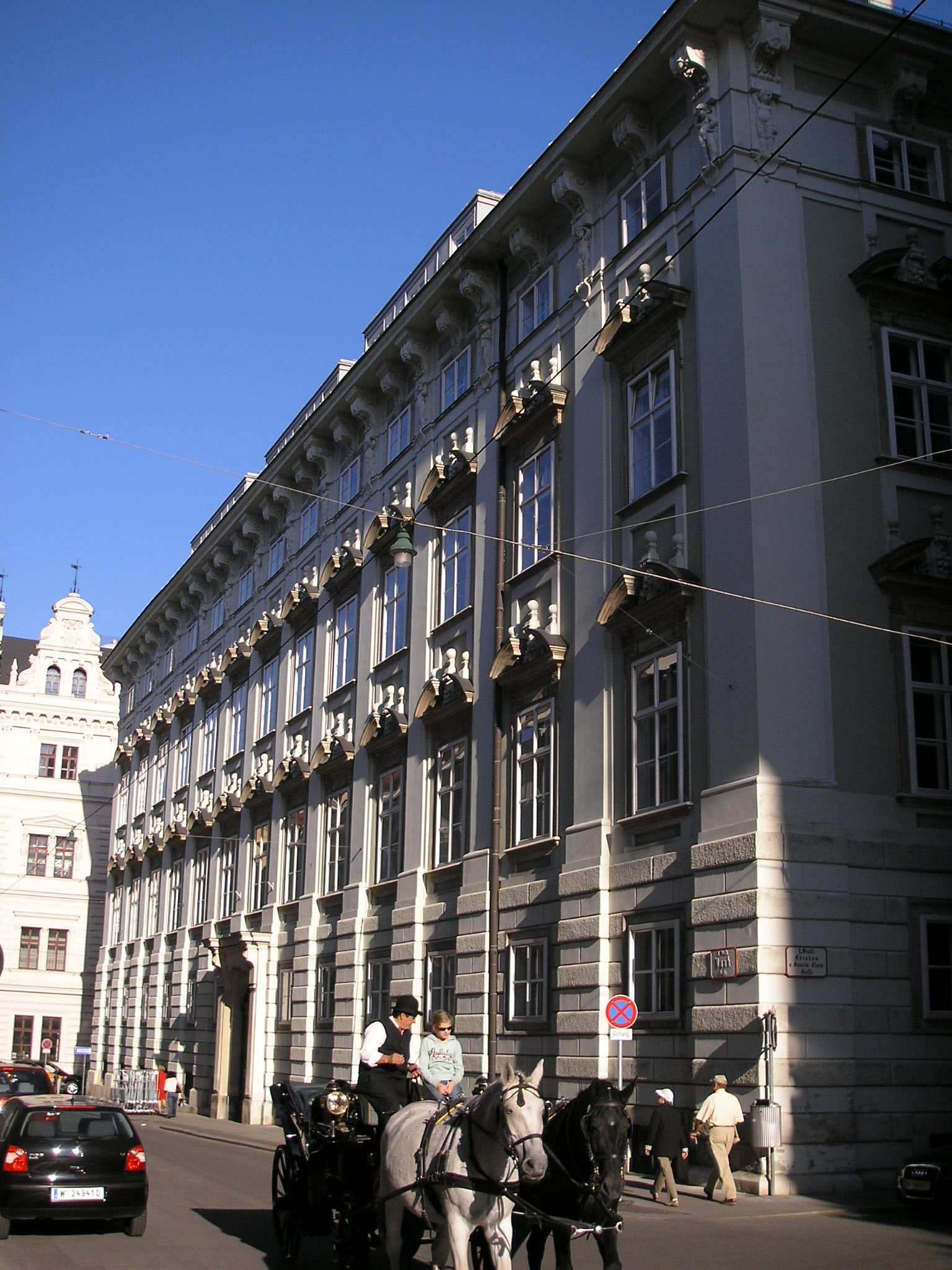
El palacio de Starhemberg, visto desde la Bankgasse

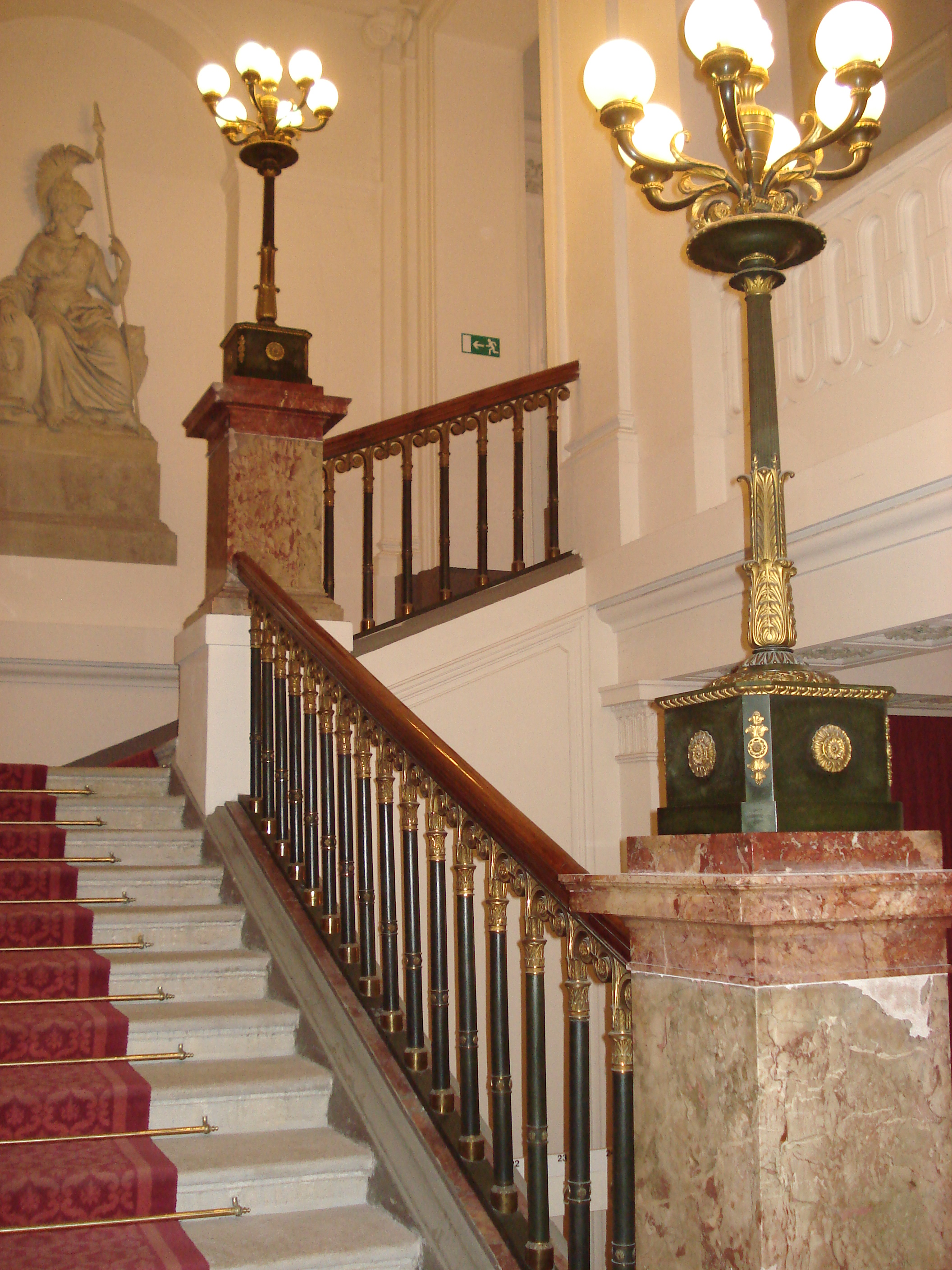
Escaleras ceremoniales

El Palacio de Starhemberg en Minoritenplatz es un palacio de Viena situado en el Innere Stadt. Es uno de los palacios barrocos más antiguos de Viena y, junto con el Ala Leopoldina del Hofburg, el único ejemplo de arquitectura palaciega del barroco temprano en Viena.

## Historia
El palacio fue encargado por el conde Conrad Balthasar de Starhemberg a un arquitecto italiano en 1667. La antigua propiedad situada en este lugar fue adquirida en el año 1661 por el conde Starhemberg al propietario Hans Friedrich von Sonderndorf. Durante el segundo asedio turco de Viena en 1683, la defensa de Viena fue dirigida en palacio por el mariscal de campo Ernst-Rüdiger von Starhemberg, hijo del comandante.Después de que Georg Adam, conde y más tarde príncipe de Starhemberg, se hiciera cargo de toda la finca de Starhemberg en 1783, el interior del palacio fue reconstruido bajo la dirección del arquitecto Andreas Zach, y se realizaron más adaptaciones. Los escalones de la escalera están hechos de piedra dura blanca Kaiserstein de Kaisersteinbruch. ; Las esculturas de piedra fueron añadidas alrededor de 1815 por Josef Klieber. El palacio barroco permaneció en propiedad familiar sólo hasta 1814, cuando fue vendido por problemas económicos. Posteriormente pasó a manos de la familia Nádasdy y más tarde del conde Ladislaus Festetics de Tolna. Encargó a Alois Pichl que hiciera pequeñas modificaciones en estilo Imperio.

De 1814 a 1823, el palacio sirvió como embajada británica bajo el mandato de Charles, Lord Stewart, hermano menor de Robert, vizconde de Castlereagh.
En 1853 Jakob Ritter von Löwenthal se convirtió en el nuevo propietario, pero en 1862 pasó a ser propiedad de la Compañía Estatal de Ferrocarriles . Finalmente, en 1871, el edificio pasó a ser propiedad estatal y fue utilizado como sede del Ministerio de Cultura y Educación. En 1875 se amplió el palacio. Hasta el día de hoy, sirve como sede tanto del Ministerio Federal de Ciencia e Investigación como del Ministerio Federal de Educación, Arte y Cultura.